# فورد جي تي
فورد جي تي (بالإنجليزية: Ford GT)‏هي سيارة رياضية تم إنتاجها من قبل شركة فورد .